# Barthélemy Dumortier
Pour les articles homonymes, voir Dumortier et Du Mortier.
Le comte Barthélemy Dumortier (parfois Du Mortier), né le 3 avril 1797 à Tournai et mort le 9 juillet 1878  dans cette même ville, est un homme politique du Parti catholique, ministre d'État belge, botaniste et zoologiste.

## Biographie

### Enfance et formation
Barthélemy Charles Joseph Dumortier, né le 3 avril 1797 à Tournai, est le fils du négociant et conseiller communal de Tournai Barthélemy-François Dumortier et de Marie-Jeanne Willaumez.
Il fait ses études secondaires à l'Athénée de Tournai et les termine au Collège Stanislas à Paris. De retour dans sa ville, il se passionne pour la botanique. Il publie dès 1823, les Commentationes botanicae.

### Homme politique
Il s'intéresse aussi à la politique. En 1824, il fonde Le Courrier de l'Escaut, journal critique du gouvernement.
Sous le régime hollandais, il est membre des États généraux, assemblée parlementaire des Pays-Bas et figure parmi les chefs du Parti patriote opposé à la politique du roi Guillaume Ier.
Sous le pseudonyme de Belgicus, il fait paraître à Tournai en janvier 1830 des Lettres dénonçant l'attitude du gouvernement du Royaume des Belgiques, il y stigmatise ses compatriotes du nord sous le nom de « Hollandais », ceci à ses risques et périls et annonçant clairement un désir de sécession des provinces du sud. Il y démontre l'origine des fonds honteusement prélevés sur le budget de l'Industrie pour créer les imprimerie et fonderie de Libry-Bagnano.
Il prend une part active à la révolution belge de 1830. Il exhorte la garde bourgeoise de Tournai à la rébellion et, le 28 septembre 1830, dirige l'attaque des postes hollandais. Cinq jours plus tard, la citadelle de Tournai capitule.
Après ces faits d'armes, les électeurs de Tournai le désignent comme membre suppléant du Congrès national. Il est élu député dès 1831 à la Chambre des représentants d’abord dans l’arrondissement de Tournai, puis à partir de 1848 dans l’arrondissement de Roulers. Il y sera réélu jusqu’à sa mort. Dans son travail de parlementaire catholique il combat avant tout pour l’intérêt supérieur de la Nation belge en rejetant le Traité des XXIV articles tel qu’il est présenté. C’est notamment grâce à sa ferme opposition que la dette de la Belgique envers les Pays-Bas est diminuée. Dumortier se présente comme un député combatif sur tous les dossiers qui se présentent à lui.
Dumortier est l’un des députés les plus pugnace en ce qui concerne la souveraineté belge et la place de la Belgique sur le continent. L’affaire Van der Smissen va évidemment faire surgir en lui ses sentiments patriotiques forts. Il va alors condamner l’action du gouvernement de Theux qui a accordé l’amnistie à Van der Smissen. Au Parlement, il utilise des mots forts envers ceux qu’il nomme « traîtres à la Nation ». C’est sa proposition de vote à la Chambre qui va faire tomber le gouvernement de Theux. En effet, le cabinet ministériel a fait de cette affaire une question de vie ou de mort du gouvernement. La proposition de vote est lancée le 13 mars et la faveur ira à l’encontre du gouvernement le 14 mars 1840. Le 13 mars en début de séance, la proposition de Dumortier est la suivante : « La chambre a vu avec regret la conduite du gouvernement dans l’affaire du général Vandersmissen. » tandis qu’en fin de séance, Dumortier propose plutôt ceci : « La chambre décide que le montant du traitement de disponibilité alloué par le projet de budget au sieur Vandersmissen sera retranché de l’imputation dans laquelle ce traitement est compris. ». C’est donc au nom de cette dernière proposition que le gouvernement de Theux va se résigner à présenter sa démission au roi.

### Botaniste
Au début des années 1820, Dumortier publie sa première contribution à la botanique, en latin. Son but principal était de recenser la flore nationale. En 1827, il publie le Flora Belgica qui utilise une classification naturelle. Son attention fut rapidement attirée par les aspects systématiques, et il créa même son propre système de classement. Il a été dit durant cette décennie qu'il fut le premier à observer la reproduction cellulaire par division[réf. nécessaire].
En 1829, il devint membre de la prestigieuse Académie de Bruxelles, une distinction fort recherchée, et était connu comme un des meilleurs naturalistes des Pays-Bas. Il n'étudia pas seulement la botanique, mais aussi la zoologie car son intérêt pour les invertébrés était grand.
Barthélemy Dumortier doit être considéré comme le premier découvreur de la division cellulaire. En 1832, il a décrit la division cellulaire sur des plantes aquatiques simples (des conferves) : 

« Le développement des conferves est aussi simple que leur structure ; il s’opère par l’addition de nouvelles cellules aux anciennes, et cette addition se fait toujours par l’extrémité. La cellule terminale s’allonge plus que celles inférieures; alors il s’opère dans le fluide intérieur une production médiane, qui tend à diviser la cellule en deux parties dont l’inférieure reste stationnaire, tandis que la terminale s’allonge de nouveau, produit encore une nouvelle cloison intérieure, et ainsi de même. La production de la cloison médiane est-elle originairement double ou simple ? Voilà ce qu’il est impossible de déterminer ; mais toujours est-il vrai de dire que plus tard elle paraît double dans les conjuguées, et que quand deux cellules se séparent naturellement, chacune d’elles est close aux deux extrémités. »

— Barthélemy Dumortier, Recherches sur la structure comparée et le développement des animaux et des végétaux
En 1862, à la création de la Société royale de botanique de Belgique, Barthélemy Dumortier fut immédiatement requis comme premier président. Il était autant un mentor qu'un protecteur pour les jeunes botanistes qui rejoignirent ce nouveau groupe. Crépin lui avait, deux ans plus tôt, dédié son chef-d'œuvre La Flore de Belgique (1860). Ces deux faits illustrent l'influence et l'aura du vieux botaniste de Tournai.

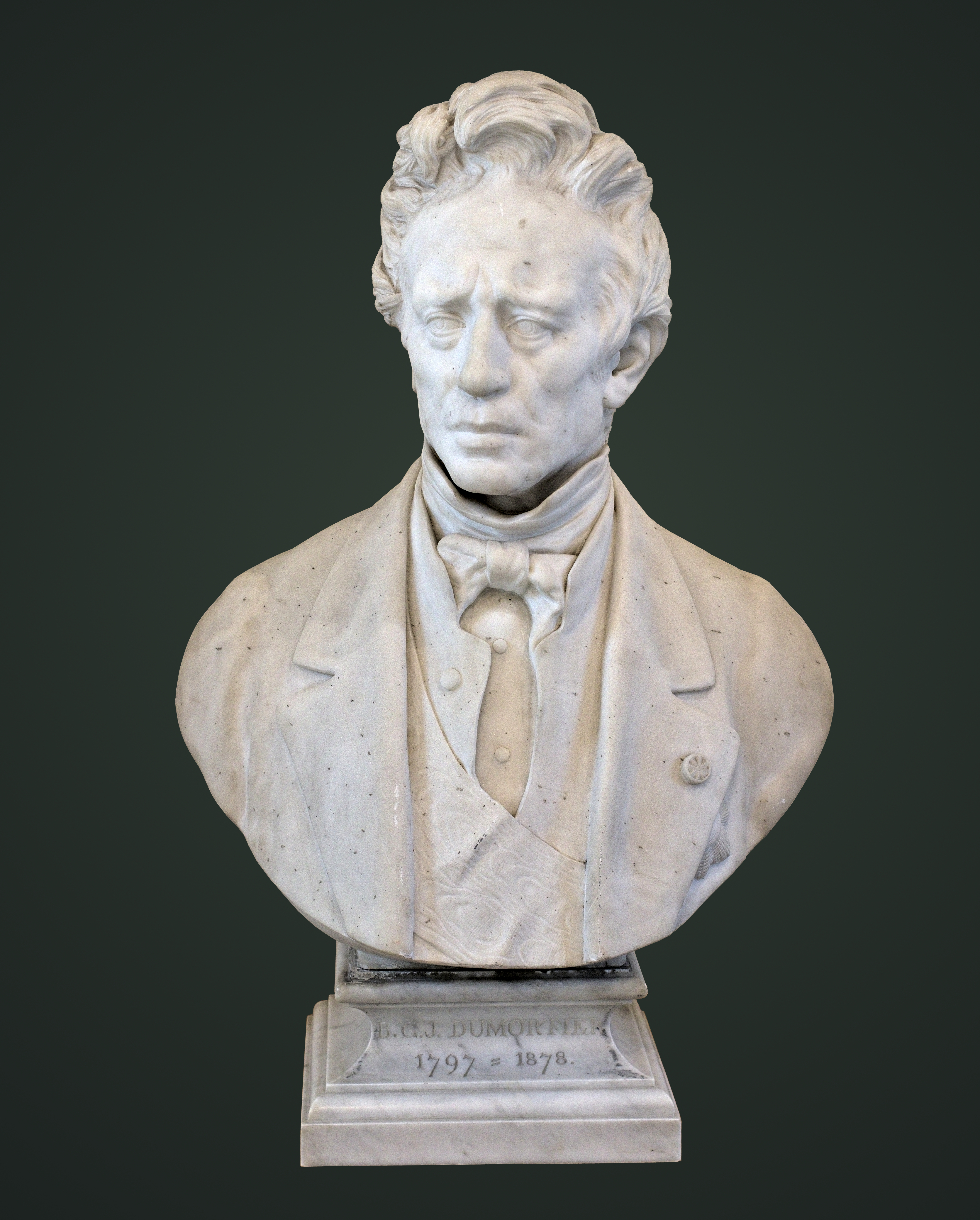
Buste de Barthélémy Dumortier dans le Jardin botanique national de Belgique.

La société qui gérait le jardin botanique de Bruxelles battant de l'aile, Dumortier émit l'idée de créer un réel jardin botanique d'État en sa capitale. Il pressa le parlement de racheter l'impressionnant herbarium et la collection de Carl Friedrich Philipp von Martius. Ce qui fut fait en 1869, quelques mois avant que le jardin botanique de Bruxelles ne soit, à son tour racheté par l'État belge. Dumortier voulait créer un jardin botanique sur le modèle des Jardins botaniques royaux de Kew.
Dans cette nouvelle institution, Dumortier domina sans aucun regard pour les autres opinions que les siennes, en parfait maître. Ceci provoque de vives tensions et mit même l'institution en danger, mais il avait de forts supports politiques et gagna régulièrement. Il ne fut défait que lorsque l'autorité décida d'unir le musée d'histoire naturelle avec le jardin botanique, en 1875. Le directeur des deux institutions fut Édouard Dupont, ennemi juré de Dumortier, qui resta toutefois directeur scientifique du jardin botanique. Dupont, n'étant pas d'accord, démissionna en 1876 et François Crépin, un ami de Dumortier, devint le nouveau directeur.

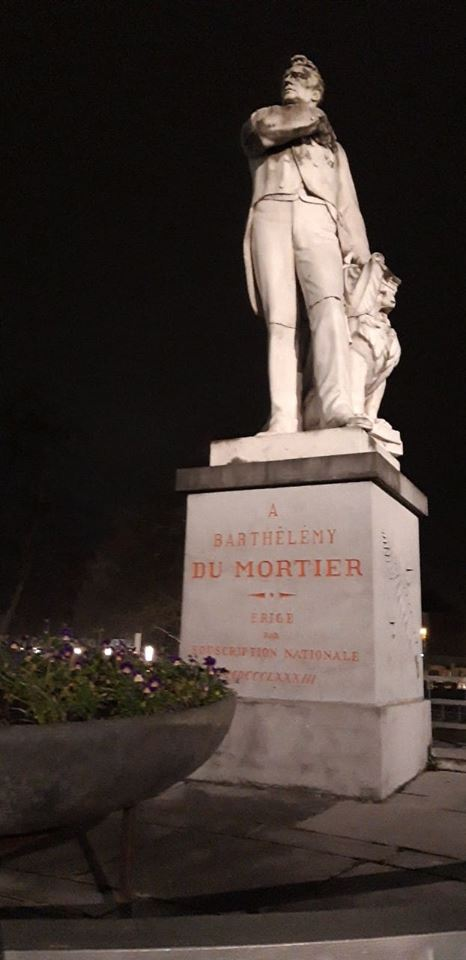
Statue de Dumortier, Quai des Salines, Tournai, Belgium

### Vie privée
Le 1er mai 1816, il épouse à Tournai Philippine Rutteau. De cette union, naissent deux fils et trois filles.
Il meurt le 9 juillet 1878  à Tournai d'une pleurésie. Il reçoit des funérailles officielles avec les honneurs militaires à la cathédrale Notre-Dame de Tournai.

## Hommages et distinctions
En 1832, il reçoit un sabre d'honneur de la Garde civique de Tournai.
En 1872, il est nommé ministre d’État.
En 1878, son buste est placé au Jardin botanique national de Belgique à Bruxelles. En 1883, un monument portant la statue en pied de Barthélemy Du Mortier, œuvre du sculpteur Charles Fraikin est érigé à Tournai. Une médaille signée J. Leclercq F. est exécutée en 1859. Sur la face avant sont gravés les mots « B. C. Du Mortier, Représentant » et son portrait . L'autre face porte les mots UNION et PATRIE et le texte : AU PROMOTEUR / DU PETITIONNEMENT / POUR LE REDRESSEMENT DES GRIEFS / AU RAPPORTEUR DE LA LOI COMMUNALE / A L'INTREPIDE DEFENSEUR / DE LA LIBERTE DE TOUT ET POUR TOUS / ET DE L'INTEGRITE DU TERRITOIRE / AU VETERAN DE NOS LUTTES / POLITIQUES / LES BELGES RECONNAISSANTS / 1829 - 1859 /. Il existe une médaille avec texte différent relevé par Hippolyte Kluyskens.
En 1866, le pape Pie IX le fait comte romain. En 1872, le roi Léopold II lui octroie le titre de comte, transmissible à ses descendants.
Louis Gallait a peint son portrait en 1873.
En 1979, la Poste belge émet un timbre postal le représentant entouré de la cathédrale de Tournai et dos à un exemplaire du Courrier de l'Escaut du dimanche 13 octobre 1829 (prospectus).
Les distinctions suivantes lui ont été décernées :
- Grand cordon de l'ordre de Léopold (Belgique).
- Croix de fer (Belgique).
- Commandeur de l'ordre de Saint-Grégoire-le-Grand en 1860 (Vatican).

## Publications
- Commentationes botanicae. Observations botaniques (imprimerie de C. Casterman-Dieu, Tournay, 1823).
- Observations sur les graminées de la flore de Belgique (J. Casterman aîné, Tournay, 1823).
- Analyse des familles des plantes, avec l'indication des principaux genres qui s'y rattachent (J. Casterman aîné, Tournay, 1829).
- Lettres sur le manifeste du Roi et les griefs de la nation, par Belgicus (J. Casterman aîné, Tournay, 1830).
- Sylloge Jungermannidearum Europae indigenarum, earum genera et species systematice complectens (J. Casterman aîné, Tournay, 1830).
- Recherches sur la structure comparée et le développement des animaux et des végétaux (M. Hayez, Bruxelles, 1832).
- Essai carpographique présentant une nouvelle classification des fruits (M. Hayez, Bruxelles, 1835).
- La Belgique et les vingt-quatre articles (Société nationale, Bruxelles, 1838).
- Observations complémentaires sur le partage des dettes des Pays-Bas (Société nationale, Bruxelles, 1838).
- Pomone tournaisienne, gravures de M. W. Brown (Veuve H. Casterman, Tournay, 1869)